# Sfânta Lance

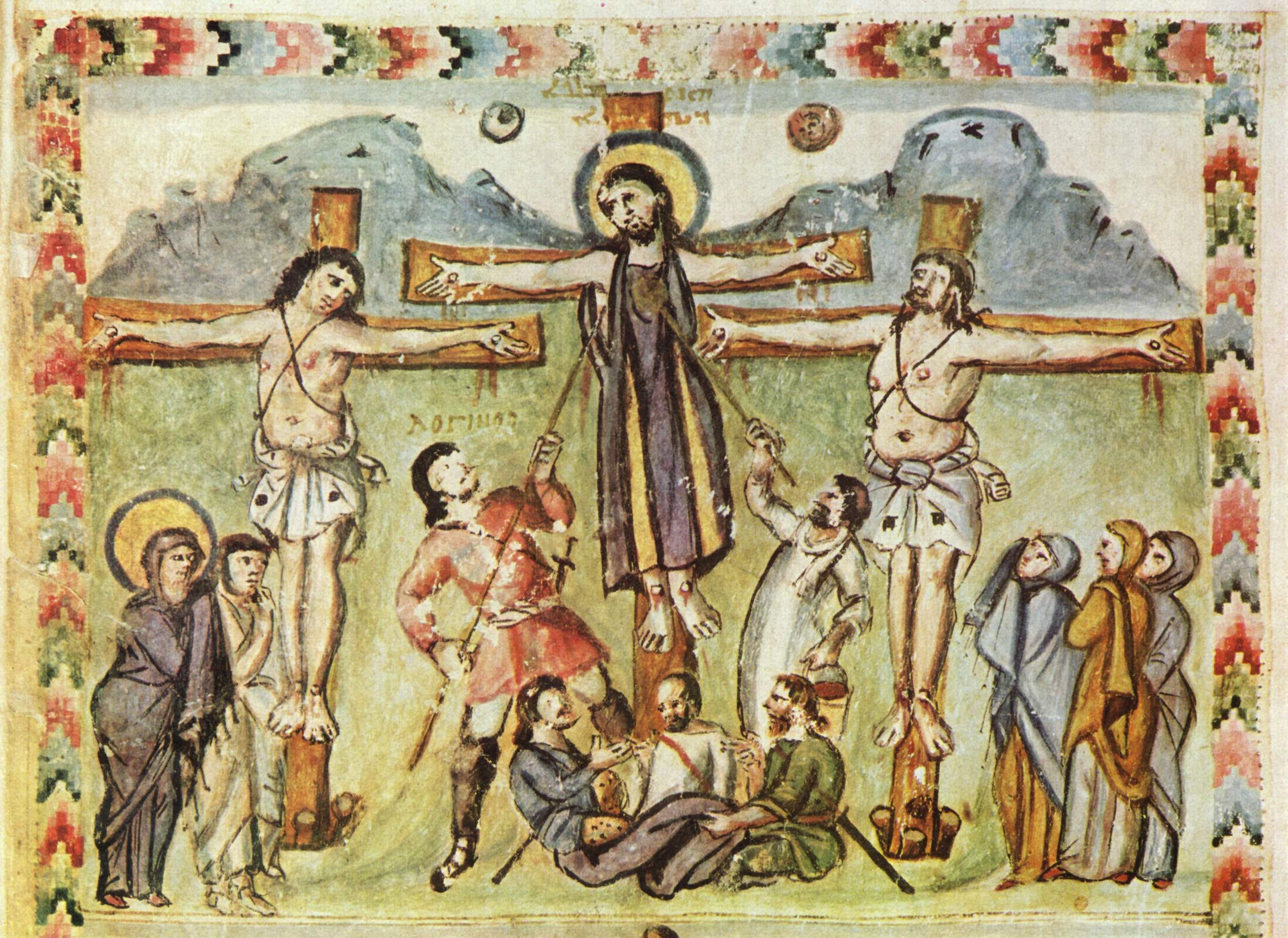
Evanghelia după Rabula, anul 586. Răstignirea. Deasupra capului unui soldat este inscripționat numele: ΛΟΓΙΝΟС.

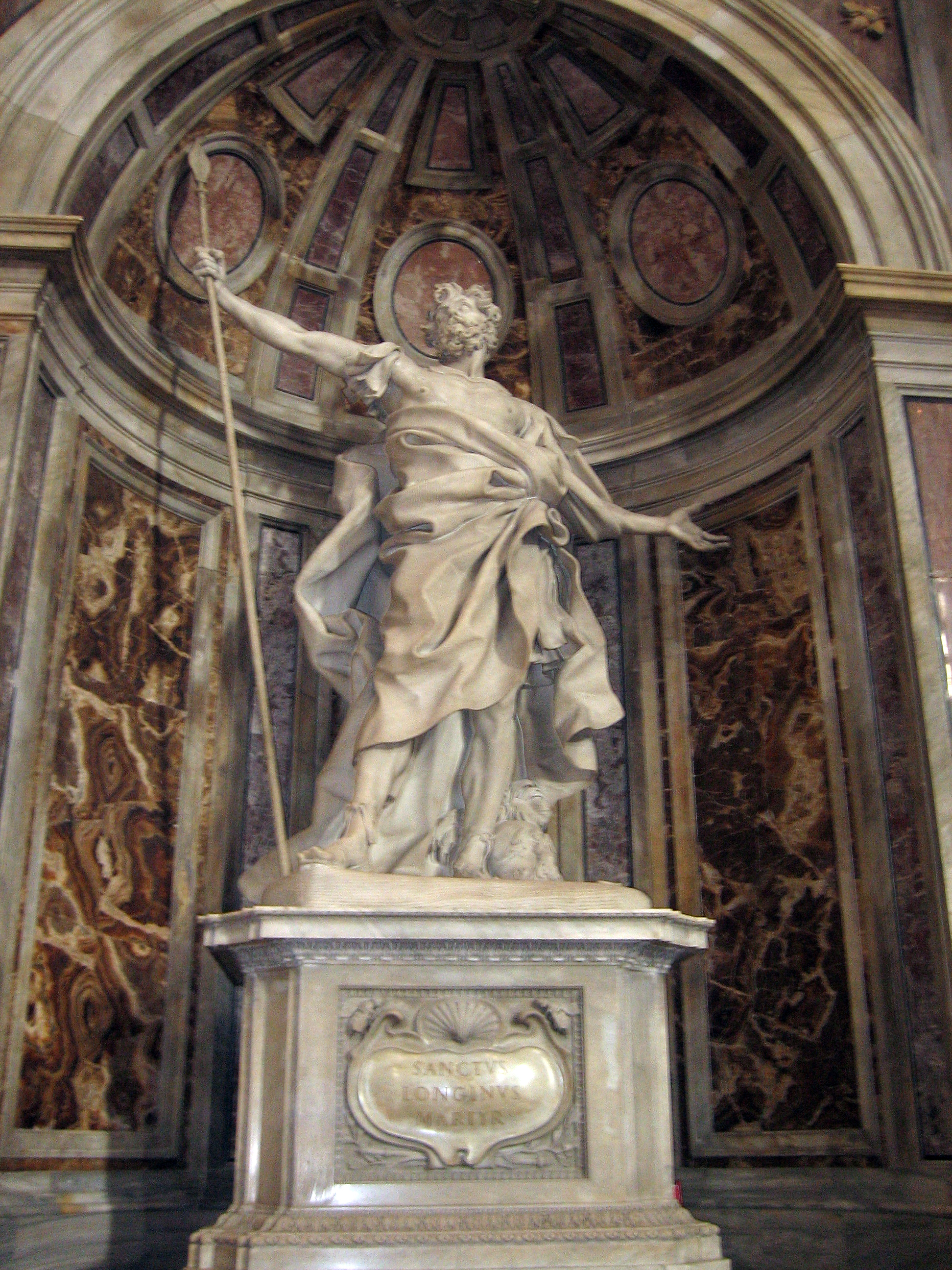
Statuia lui Longinus din Vatican, ținând lancea.

Sfânta Lance, denumită și Lancea lui Longinus, conform Evangheliei după Ioan, este una din armele patimii, lancea cu care ostașul roman Longinus, a străpuns trupul lui Isus din Nazaret în timp ce era răstignit pe cruce. Este considerată drept una din cele mai însemnate moaște ale Creștinătății.